# 伊斯塔西瓦特爾火山
伊斯塔西瓦特爾火山（西班牙語： 納瓦特爾語發音：[istakˈsiwat͡ɬ] ⓘ）是墨西哥的火山，位於該國南部普埃布拉州，距離首都墨西哥城70公里，海拔高度为5,230（17,160英尺），人類在1889年首次成功登頂。

### 注解
1. ↑  有时也拼写为Ixtaccíhuatl
2. ↑  该火山之前曾测得的海拔高度一度达5,286（17,343英尺）

## 外部連結
- Iztaccíhuatl - Volcano World
- Iztaccíhuatl - Ski Mountaineer （页面存档备份，存于）
- Iztaccíhuatl - Peakware World Mountain Encyclopedia
- Iztaccíhuatl - Google Map
- Iztaccíhuatl - Yahoo Map（页面存档备份，存于）
- Iztaccíhuatl - MSN Map
- Iztaccíhuatl - National Geographic
- Iztaccíhuatl - Stamps
- Legend of The Sleeping Lady and Smoking Mountain